# Berounka
Berounka er en flod i Tjekkiet. 
Floden er populær som mål for kanoture.